# Kleines Spiel

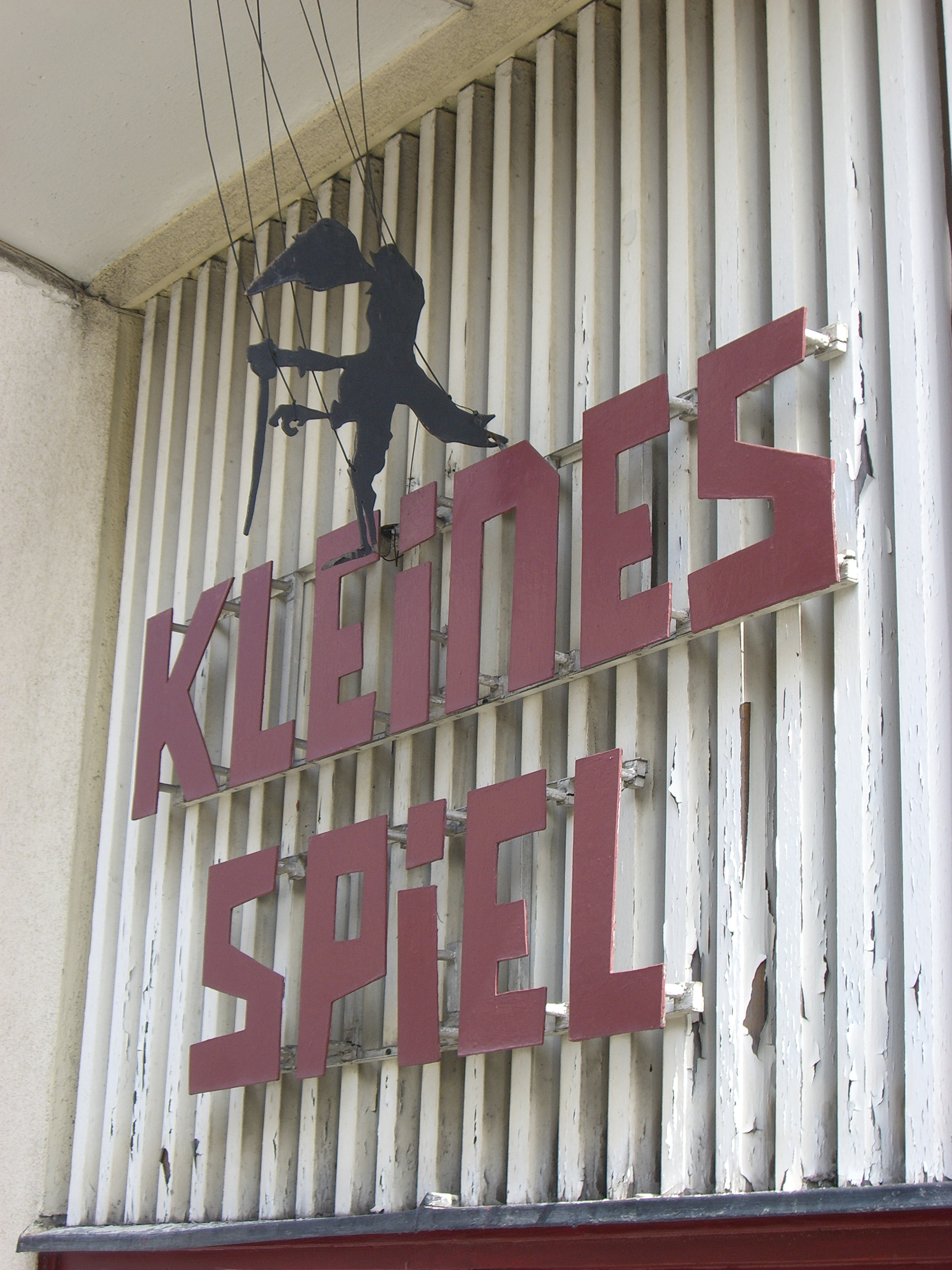
Eingang zum Kleinen Spiel

Das Marionettentheater Kleines Spiel ist ein Privattheater in München. Seit der Gründung im Jahre 1947 werden hier Marionettenstücke für Erwachsene aufgeführt. Es befindet sich in der Neureutherstraße 12 im Stadtteil Maxvorstadt.

## Gründung
Bereits im April 1946 wurde die – so kurz nach dem Zweiten Weltkrieg notwendige – Spiellizenz von der amerikanischen Militärregierung an das ehemalige Marionetten-Kammerspiel München verliehen, das bereits in den 30er Jahren von Peter Auzinger gegründet worden war. Die großen Zerstörungen der Stadt und die psychische Last der vergangenen Kriegsjahre ließen einerseits kaum Raum für ein derartiges Vorhaben, andererseits war gerade dies die größte Motivation:

„Wir haben alle fast alles verloren. Mit den materiellen und ideellen Begriffen ist auch ein Grossteil des Glaubens an das Gute im Menschen verloren gegangen. Wir sind alle zwischen 20 und 25 Jahre alt und sind betrogen worden, betrogen um die Ideale des Lebens. […] Dem müssen wir abhelfen, wollen wir nicht im Chaos der Zeit uns selbst verlieren. […] Der brennende Wunsch ist in uns, wieder froh zu werden. Noch steckt ein kleiner Funke von Liebe zu Musik, Kultur und zum Leben in uns. […] So haben wir angefangen, unsere alte Liebe, unser kleines Marionettentheater wieder aufzubauen. Wir haben beschlossen, uns gegenseitig zu helfen, um uns ein neues, freies Leben mit erträglichen Grundlagen zu sichern. […] Es ist doch unser Wunsch, den Zwang der vergangenen Jahre endlich zu vergessen.“

Der Spielort wurde im vierten Stock des teilweise zerstörten Hauses Ainmillerstraße 37 im Stadtteil Schwabing eingerichtet. Als der Theatergründer und -leiter, Peter Auzinger, 1946 bei Bauarbeiten im Theaterraum starb, verloren seine etwa 15 Mitspieler zwischenzeitlich die Kraft, das Theaterprojekt weiter voranzutreiben, doch schließlich konnte am 7. Februar 1947 ein Zuschauerraum für 75 Besucher feierlich eröffnet werden. Dieses Datum gilt noch heute als Gründungsdatum des Kleinen Spiels.
Im Laufe der Jahre waren einige heute bekannte Persönlichkeiten aktiv am Spielgeschehen beteiligt; so schrieb Tankred Dorst seine ersten Stücke für das Kleine Spiel, auch Wilhelm Killmayer ist zu nennen. Der ehemalige Oberbürgermeister der Stadt München, Christian Ude, schrieb während seiner Schulzeit Kritiken zu Theaterstücken des Kleinen Spiels für eine Schülerzeitung.

## Weitere Geschichte
- vom 7. Februar 1947 bis 1951 in der Ainmillerstraße 37 (vierter Stock)
- von 1951 bis 1956 in der Universitätsreitschule an der Königinstraße
- 25. Februar 1956: Umzug in den Keller der Neureutherstraße 12, 80799 München
- 13. September 1965: Das Kleine Spiel erhält den Ehrenpreis des Schwabinger Kunstpreises
- 1971: Der Münchner Stadtrat verleiht den „Förderpreis für Interpretierende Kunst“
- 7. Februar 1997: Das Kleine Spiel feiert seinen 50. Geburtstag
- 15. Juli 1997: Beginn aufwändiger Renovierungsarbeiten, Spielpause
- Dezember 1997: Der Spielbetrieb wird wieder aufgenommen
- Juli 1998: Der zweite Teil der Renovierung beginnt, erneute Spielpause
- Dezember 1998: Der Umbau ist abgeschlossen, der Spielbetrieb wird wieder aufgenommen
- 13. Juli 2004: Das Kleine Spiel erhält zum zweiten Mal den Schwabinger Kunstpreis
- 8. Februar 2007: Zum 60. Jahrestag der Eröffnung hat die Eigenproduktion „Wal De Mar und die Wasserköpfe“ Premiere
- 27. November 2014: „Eine Weihnachtsgeschichte“ von Charles Dickens hat Premiere.
- 27. April 2017: Anlässlich des 70. Jubiläums findet die Premiere von „Zusammenstoß“ nach Kurt Schwitters statt.
- 23. Juni 2018: Der 4. „Larifari“-Preis des Verbands Bayerischer Amateurtheater, erstmals verliehen in der Kategorie „Figurentheater“, geht für die Inszenierung von „Zusammenstoß“ an das Kleine Spiel.
- 26. Juli 2018: Das Kleine Spiel erhält den 13. „Pocci-Preis“ der Franz Graf von Pocci Gesellschaft. Die Laudatio zur Preisverleihung hält Michael Stephan, Leiter des Münchner Stadtarchivs[1].

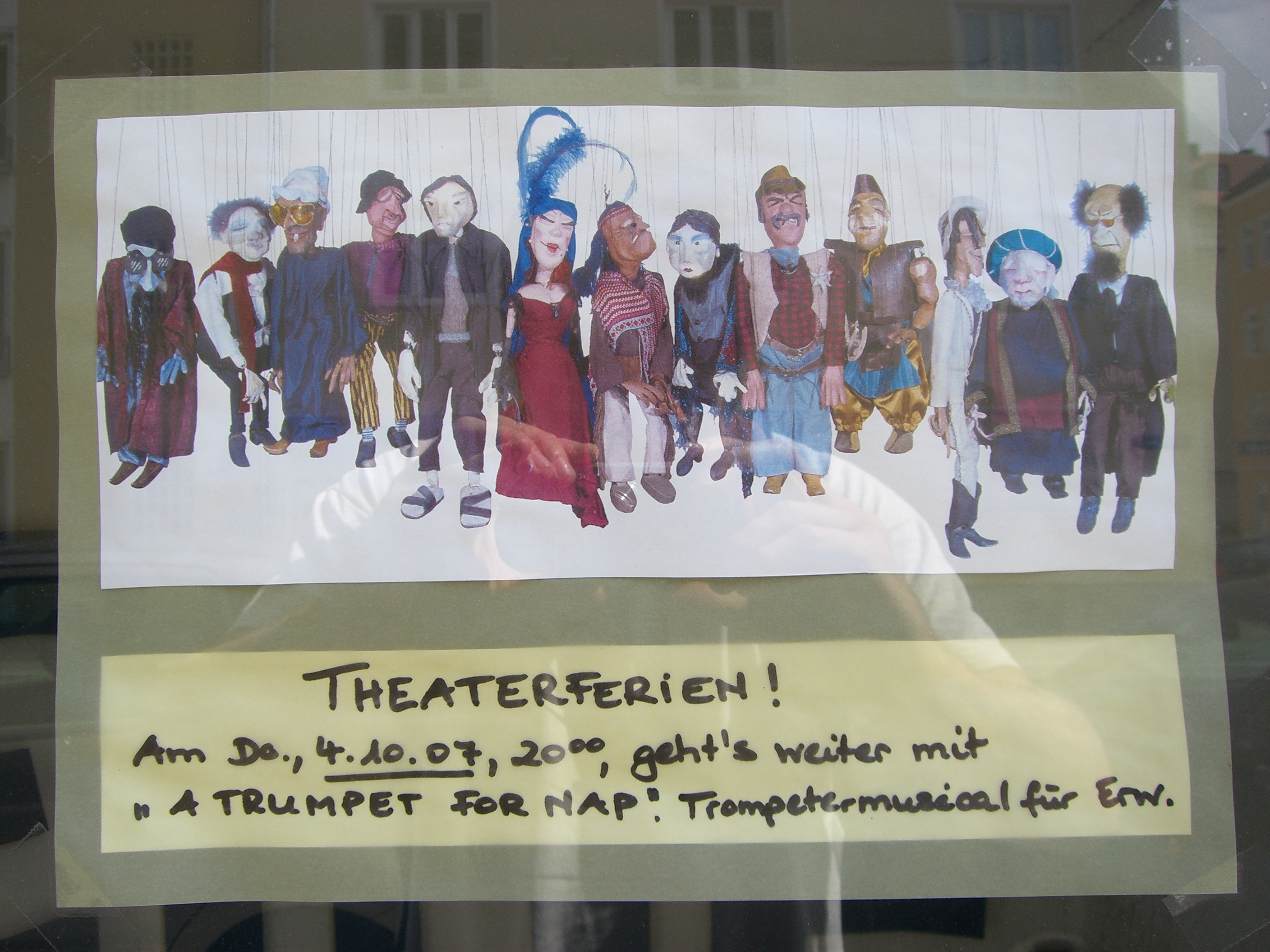
Hinweisschild

- 26. Juli 2018: Das Kleine Spiel wird Teil der Liste zum Immateriellen Kulturerbe „Regionale Vielfalt der Mundarttheater in Deutschland“.

## Heutiger Spielbetrieb
Jeden Donnerstag um 20 Uhr (mit Ausnahme der bayerischen Schulferien) werden in der Neureutherstraße 12 (Eingang Arcisstraße) wechselnde Stücke gespielt. Der Eintritt ist kostenlos, Eintrittskarten und Reservierungen werden nicht ausgegeben, stattdessen genügt pünktliches Erscheinen zum Einlass um 19:45 Uhr. Das Theater finanziert sich ausschließlich durch Spenden, die nach Ende der Vorstellung in einen eigens bereitgestellten schwarzen Zylinder gegeben werden können.

## Repertoire
Nach dem Premierenstück „Wehe dem, der lügt“ von Franz Grillparzer folgten viele weitere, teilweise von bekannten Autoren wie Bertolt Brecht, Ben Jonson oder Tankred Dorst, teilweise aber selbstgeschriebene Stücke. Das Kleine Spiel experimentiert dabei immer mit den Möglichkeiten des literarischen Figurentheaters, von der virtuosen Marionette bis zur extremen Reduzierung auf ein bewegtes Symbol und von der poetischen Erzählung über Kabarett bis zur Musiknummer.
Bis heute sind im Repertoire:
| Stück                                                  | Autor                                            | Beschreibung | Erstaufführung                      | Letzte Aufführung |
| ------------------------------------------------------ | ------------------------------------------------ | --- | ----------------------------------- | ----------------- |
| Heilige Nacht                                          | Ludwig Thoma                                     | Weihnachtslegende in oberbayerischer Mundart | 27. Nov. 1949                       | Dez. 2023         |
| Aucassin und Nicolette                                 | Tankred Dorst                                    | Ein Ammenmärchen für Erwachsene | 28. Mai 1953 Neufassung 1964        | Mai 2014          |
| A Trumpet for Nap                                      | Tankred Dorst                                    | Der Aufstieg und Fall eines Tellerwäschers | 14. Mai 1959                        | Feb. 2020         |
| Volpone                                                | Ben Jonson                                       | Erbschleicherkomödie im Stil der Commedia dell’arte | 21. Juni 1960                       | Apr. 2018         |
| Maipus Versuchung oder Die Belohnte Treue              | Anselm van Heuveldorp, Josef Gurgel              | Kannibalette für Erwachsene | 18. Mai 1961                        | Juli 2019         |
| Mann ist Mann                                          | Bertolt Brecht                                   | Parabelstück von der totalen Ummontierbarkeit des Menschen | 22. Aug. 1968 Neuinszenierung 2004  | Juli 2022         |
| Der gute Mensch von Sezuan                             | Bertolt Brecht                                   | Drei Götter begeben sich auf die Suche nach einem guten Menschen                                                                                               | 25. Okt. 1984                       | Juli 2013         |
| Für eine handvoll Wasser                               | Wilhelm Wasserburger                             | Eine kurzweilige Westernparodie | 7. Nov. 1985                        | Feb. 2019         |
| Eilige Nacht                                           | –                                                | Ein aktuelles Szenenprogramm für Erwachsene mit Maria, Joseph u. v. a. m.                                                                                      | 9. Dez. 1993 letzte Neufassung 2008 | Dez. 2022         |
| Schnell im Biss – 5 Sterne für Schloss Dracula         | Peter Geierhaas                                  | Eine Vampirparodie für Erwachsene | 16. Juni 1994                       | Mai 2023          |
| Geh nicht nach El Kuwehd!                              | Günter Eich                                      | Kaufmann Mohallab zieht mit seiner Karawane durch die Wüste heim zu seiner geliebten Fatime und gerät dabei in einen endlosen Strudel zwischen Schein und Sein | 10. Okt. 2002                       | Feb. 2023         |
| Wal De Mar und die Wasserköpfe                         | Marianne Graben, Beat Anstrøm, Thadaeus Tidenhub | Ein abendfüllendes Lustspiel für Stabfiguren, Handpuppen und Marionetten                                                                                       | 8. Feb. 2007                        | Juli 2023         |
| Macbeth                                                | William Shakespeare                              | | 22. Okt. 2009                       | Dez. 2021         |
| Eine Weihnachtsgeschichte                              | Charles Dickens                                  | | 27. Nov. 2014                       | Dez. 2019         |
| Zusammenstoß                                           | Kurt Schwitters                                  | Opereske in mehr als 12 Bildern | 27. Apr. 2017                       | Juli 2018         |
| Darwins Kapitän und die wahre Geschichte von Jim Knopf | Ensemble                                         | Geschichte einer historischen Begebenheit | 13. Oktober 2022                    | November 2022     |
| Animal Farm                                            | nach George Orwell                               | Ein Versuch | 12. Oktober 2023                    | Februar 2023      |
| Der aktuelle Spielplan findet sich hier                |                                                  | |                                     |                   |